# 베냐민 베르비치
베냐민 베르비치(슬로베니아어: Benjamin Verbič, 1993년 11월 27일 ~ )는 슬로베니아의 축구 선수로, 현재 수페르리가 엘라다의 파나티나이코스에서 레프트 윙어로 뛰고 있다.
베르비치는 고향 클럽인 첼레에서 시니어 경력을 시작했는데, 그는 모든 대회에 126경기에 출전하여 35골을 기록했다. 첼레에서 그는 2014-15 시즌에 슬로베니아 프르바리가의 준우승을 차지했고, 슬로베니아 컵의 세 번의 준우승을 차지했다. 2015년 베르비치는 코펜하겐으로 이적하여 두 시즌 동안 덴마크 수페르리가와 덴마크 컵을 모두 우승했다. 2018년 1월, 그는 디나모 키이우와 계약하여 리그와 두 번의 컵 우승을 차지한 후 우크라이나 전쟁이 발발하자 폴란드 클럽인 레기아 바르샤바로 일시적으로 이적했다.
슬로베니아 국가대표팀으로 다양한 연령대에서 활약한 베르비치는 2015년 3월 카타르와의 경기에서 성인 무대 데뷔 전을 치렀다.

## 구단 경력

### 첼레
2011년 5월 29일, 베르비치는 프리모레와의 안방 경기에서 3-2로 패한 경기에서 시즌 마지막 24분 동안 이즈토크 모치브니크와 교체되어 슬로베니아 프르바리가 데뷔 전을 치렀다.
그는 그 다음 시즌에 12번의 리그 경기에 출전하였고(8경기 선발 출전), 2-1로 패한 올림피야 류블랴나와의 안방 경기에서 개인 통산 첫 골을 기록했다. 2012년 5월 23일, 이미 우승을 차지한 마리보르와의 2011-12년 슬로베니아 컵 결승전에서 베르비치는 2-2로 비긴 연장전에서 득점을 기록했지만, 팀이 승부차기에서 패하면서 첫 페널티킥을 실축했다.
베르비치는 첼레 소속으로 2012-13 시즌 리그 26경기에 출전해 3골을 기록했다. 8월 24일, 그는 슬로베니아 2부 리그의 샴피온으로 임대되어 2경기에 선발로 출전했다. 첼레는 2013년 5월 29일, 코페르의 보니피카 스타디움에서 열린 마리보르와의 경기에서 0-1로 패하며 다시 컵 결승전에 진출했다. 2012년 10월 24일, 그는 8강전 1차전에서 팀의 두 골을 모두 넣어 드라비냐를 2분과 추가 시간에 골망을 갈랐다.
2014년 10월 25일, 베르비치는 라드믈제와의 홈경기에서 해트트릭을 기록하며 5-0 승리에 기여했다.

### 코펜하겐
2015년 4월 27일, 베르비치는 코펜하겐과 4년 계약을 맺고 시즌 종료 후 합류했다. 7월 16일, 그는 웨일스의 뉴타운과의 UEFA 유로파리그 2차 예선 홈 경기에서 데뷔 2분 만에 골을 넣으며 2-0 승리를 거뒀다. 그는 열흘 후에 덴마크 수페르리가 데뷔 전을 치렀는데, 시즌 첫 경기에서 3-1로 이긴 에스비에르 전을 치렀고, 9월 16일, 리그 첫 골을 넣으며 3-0으로 이긴 라네르스와의 홈 경기를 시작했다.
코펜하겐은 베르비치의 두 시즌 모두 덴마크 수페르리가와 덴마크 컵 더블 우승을 차지했다. 2017년 4월 17일, 그는 브뢴뷔 IF와의 코펜하겐 더비 경기에서 유일한 골을 넣었다.

### 디나모 키이우
2017년 12월 23일, 베르비치는 우크라이나 프리미어리그의 디나모 키이우와 5년 계약을 체결했다. 2018년 그는 우크라이나 프리미어리그에서 2018년 5월, 7월, 8월 세 차례 이달의 선수로 선정되었다.
2020년 7월 8일, 베르비치는 우크라이나 컵 결승전에서 동점골을 기록했다. 그는 연장전 끝에 1-1로 경기를 마친 후 승부차기에서도 페널티킥을 성공시켰고, 디나모는 보르스클라 폴타바를 상대로 8-7로 이겼다.

### 레기아 바르샤바
2022년 3월, 러시아의 우크라이나 침공으로 인해 베르비치는 키이우를 떠났다. 디나모와의 계약은 2022년 6월 30일까지 우크라이나 밖의 클럽과 계약할 수 있는 새로운 FIFA 규정에 따라 중단되었다. 따라서 그는 2021-22년 시즌 남은 기간 동안 레기아 바르샤바의 엑스트라클라사에 합류했다. 2022년 5월 31일, 그는 계약 만료 후 클럽을 떠났다.

### 파나티나이코스
2022년 7월 29일, 베르비치는 수페르리가 엘라다의 파나티나이코스와 3년 계약을 체결했다.

## 국가대표팀 경력
2015년 3월 30일, 베르비치는 도하의 자심 빈 하마드 스타디움에서 열린 카타르와의 친선 경기에서 선발로 출전해 슬로베니아 국가대표팀에 데뷔했다. 그는 2016년 11월 11일, 몰타와의 2018년 FIFA 월드컵 예선 전에서 첫 국가대표팀 골을 넣었다.
2023년 11월 20일, 베르비치는 카자흐스탄과의 경기에서 86분에 슬로베니아의 결승골을 득점하였고, UEFA 유로 2024에 참가할 수 있는 자격을 획득하였으며, UEFA 유로 2000 이후 첫 유럽 선수권 대회 출전이자 2010년 FIFA 월드컵 이후 첫 메이저 대회 출전이다.